# Ingvild Kjerkol
Ingvild Kjerkol (født 18. maj 1975 i Stjørdal) er en  norsk politiker fra Arbeiderpartiet. Hun har siden 2013 været stortingrepræsentant for Nord-Trøndelag. Hun har siddet i Stortingets Sundheds- og omsorgsudvalget. I 2020 blev hun valgt som leder af Trøndelag Arbeiderpartiet.
Kjerkol blev sundheds- og omsorgsminister i Regeringen Jonas Gahr Støre i 2021. I 2024 blev der fundet plagiat i hendes kandidatspeciale fra Nord universitet fra 2016, hvilket har fået statsminister Jonas Gahr Støre til at meddele at hun skal gå gå som minister.